# Marco Paoloni
Marco Paoloni (Civitavecchia, 21 febbraio 1984) è un ex calciatore italiano, di ruolo portiere.

## Carriera

### Club
Nato a Civitavecchia, inizia la sua carriera nelle giovanili della Roma che, nell'estate del 2003, lo cede al Teramo, in Serie C1. Qui viene schierato titolare solo nelle ultime 4 partite di campionato. Tuttavia, nella stagione successiva 2004-2005, diviene la prima scelta e colleziona 15 presenze tra i pali nel girone di andata. A gennaio viene acquistato dalla Ternana, in Serie B, come riserva di Tommaso Berni, ma senza mai convincere nessuno dei tre allenatori che si alterneranno in panchina (Antonio Sala, Fabio Brini e Domenico Caso). 
Nel giugno 2006 passa al Teramo, in Serie C1, e dopo un bel girone d'andata firma con l'Ascoli un contratto di tre anni. La presenza ingombrante di Gianluca Pagliuca non gli permette però di ritagliarsi spazi da titolare con i marchigiani, e chiede quindi di essere girato di nuovo in prestito a Teramo, dove rimane come prima scelta fino al termine della stagione. A giugno 2007 torna ad Ascoli, per fare da riserva a Massimo Taibi. 
A fine stagione viene ceduto alla Cremonese. Difende la porta della Cremonese per tre anni fino al 2011 quando viene scambiato al Benevento con Gabriele Aldegani. In Campania gioca il suo ultimo campionato professionista collezionando altre 11 presenze.
Nel 2022 torna a giocare a calcio nelle serie minori e, dopo una breve parentesi al Ladispoli in Eccellenza, viene ingaggiato prima dal Vetralla, poi dall'Allumiere, ed infine dal Montalto, collezionando una ventina di presenze complessive tra Promozione e Prima categoria.

### Nazionale
Portiere titolare della squadra Under 19 dell'Italia agli Europei Under-19 del 2003, davanti ad Andrea Ivaldi, torneo vinto dagli Azzurri; nella stagione 2003-2004 fu convocato per il Torneo Quattro Nazioni, con Svizzera, Germania e Austria.

## Vicende giudiziarie
Il 1º giugno 2011 è stato arrestato nell'ambito delle indagini della procura di Cremona riguardanti scommesse e partite truccate in serie B e Lega Pro, accusato di avere somministrato segretamente dei calmanti ai compagni di squadra della Cremonese durante l'intervallo della partita contro la Paganese.
Il 9 agosto 2011 le accuse vengono confermate ed il portiere viene squalificato dalla FIGC per 5 anni. Il 29 febbraio 2012 il TNAS conferma la squalifica di 5 anni con preclusione delle attività fino al 2017.
Il 1º giugno 2012 il procuratore federale Stefano Palazzi richiede per lui ulteriori 6 mesi di squalifica.
Ma il 18 giugno la Commissione Disciplinare della FIGC riduce la squalifica a 2 anni complessivi, con preclusione fino a febbraio 2014.
Nel 2014 viene condannato per stalking ai danni della ex moglie
Il 9 febbraio 2015 la procura di Cremona formula contro di lui una nuova accusa di associazione a delinquere e frode sportiva, sempre legata alla vicenda del sonnifero Minias, dalla quale viene però assolto in via definitiva nel 2019. Sulla sua storia processuale Paoloni ha scritto il libro Over - La scommessa della verità con Achille Del Giudice (Graus Editore, 2015), poi riedito da Del Giudice con il titolo Colpevole all'italiana (Rogiosi Editore, 2016)
Nel 2023, dopo essere tornato a giocare in Promozione, viene squalificato 5 mesi dal tribunale federale FIGC per aver esercitato abusivamente l'attività di procuratore. Nel 2024 subisce un deferimento, sempre per aver esercitato abusivamente l'attività di procuratore, millantando conoscenze che in realtà non esistevano, e subisce  squalifiche per un totale di 18 mesi.
Nel novembre 2024 viene posto agli arresti domiciliari, per una serie di truffe immobiliari.
Nel febbraio 2025, a Pordenone, viene condannato ad 1 anno di reclusione per il resto di truffa aggravata, per aver fatto sottoscrivere ad un calciatore un falso contratto con una squadra svizzera.

## Statistiche

### Presenze e reti nei club
Statistiche aggiornate al 29 maggio 2011.
| Stagione         | Squadra          | Campionato       | Campionato | Campionato | Coppe nazionali | Coppe nazionali | Coppe nazionali | Coppe continentali | Coppe continentali | Coppe continentali | Altre coppe | Altre coppe | Altre coppe | Totale | Totale |
| Stagione         | Squadra          | Comp             | Pres       | Reti       | Comp            | Pres            | Reti            | Comp               | Pres               | Reti               | Comp        | Pres        | Reti        | Pres   | Reti   |
| ---------------- | ---------------- | ---------------- | ---------- | ---------- | --------------- | --------------- | --------------- | ------------------ | ------------------ | ------------------ | ----------- | ----------- | ----------- | ------ | ------ |
| 2003-2004        | Teramo           | C1               | 4          | -5         | CI+CI-C         | 0+3             | -0-5            | -                  | -                  | -                  | -           | -           | -           | 7      | -10    |
| 2004-2005        | Teramo           | C1               | 17         | -18        | CI-C            | 5               | -3              | -                  | -                  | -                  | -           | -           | -           | 22     | -21    |
| 2005-2006        | Ternana          | B                | 6          | -9         | CI              | 0               | 0               | -                  | -                  | -                  | -           | -           | -           | 6      | -9     |
| 2006-2007        | Teramo           | C1               | 29+2       | -33-4      | CI+CI-C         | 1+2             | -3-2            | -                  | -                  | -                  | -           | -           | -           | 34     | -42    |
| Totale Teramo    | Totale Teramo    | Totale Teramo    | 50+2       | -56-4      |                 | 11              | -13             |                    | -                  | -                  |             | -           | -           | 63     | -73    |
| 2007-2008        | Ascoli           | B                | 9          | -11        | CI              | 0               | 0               | -                  | -                  | -                  | -           | -           | -           | 9      | -11    |
| 2008-2009        | Cremonese        | 1D               | 13         | -13        | CI+CI-LP        | 0+1             | -0-1            | -                  | -                  | -                  | -           | -           | -           | 14     | -14    |
| 2009-2010        | Cremonese        | 1D               | 31+4       | -38-4      | CI+CI-LP        | 2+0             | -1-0            | -                  | -                  | -                  | -           | -           | -           | 37     | -43    |
| 2010-2011        | Cremonese        | 1D               | 11         | -11        | CI+CI-LP        | 2+1             | -2-3            | -                  | -                  | -                  | -           | -           | -           | 14     | -15    |
| Totale Cremonese | Totale Cremonese | Totale Cremonese | 55+4       | -62-4      |                 | 6               | -7              |                    | -                  | -                  |             | -           | -           | 65     | -73    |
| 2011-2012        | Benevento        | 1D               | 11+1       | -17-1      | CI+CI-LP        | 0+0             | 0-0             | -                  | -                  | -                  | -           | -           | -           | 12     | -18    |
| Totale carriera  | Totale carriera  | Totale carriera  | 125+7      | -146 + -9  |                 | 17              | -20             |                    | -                  | -                  |             | -           | -           | 149    | -175   |